# Sendraž (tvrz)
Tvrz Sendraž stávala u obce Sendraž, směrem na Jestřebí.

## Historie
První písemná zmínka o obci pochází z roku 1338, kdy ji držel Zbyšek Sendražský ze Sendraže. V roce 1341 obec zdědil Ješek Sendražský, jenž ji kvůli dluhům prodal Černčickým z Kácova.
Tvrz v Sendraži není v té době v písemných pramenech doložena. V kronice bysterského písmáka Matěje Bystrého z 19. století se uvádí, že tvrz stála na pokraji zalesněné stráně nad řekou Metují, nad úvalem nazývaným Peklo. Vznik tvrze klade kronika do roku 1275. V roce 1564 tvrz vyhořela a po požáru nebyla obnovena. Dochovalo se pouze nevelké tvrziště obklopené valem a příkopem. Dnes se místo nazývá „Na Zámečku“.

## Popis
Tvrz byla obehnána příkopy a opevněna na jihovýchodní a východní straně ochrannou zdí, cimbuřím a parkány. Vchod do tvrze byl na severní straně z příkré stráně. Za branou se rozkládal malý dvůr, z něhož vedl vchod do hlavní budovy, která byla celá podsklepena. Mezi branou a hlavní budou stávala věžička, v níž byla umístěna komora pro strážného.